# Beveren-Kruibeke-Zwijndrecht
Beveren-Kruibeke-Zwijndrecht este o comună neerlandofonă din Belgia, situată în Regiunea Flamandă, în provincia Flandra Orientală. A fost formată la 1 ianuarie 2025 prin fuziunea comunelor Beveren, Kruibeke și Zwijndrecht.

## Geografie

### Secțiunile comunei
| Nr. | Secțiune    | Suprafață (km²) | Populație | Locuitori/km² | Cod INS |
| --- | ----------- | --------------- | --------- | ------------- | ------- |
| 1   | Beveren     | 19,14           | 20.859    | 1.090         | 46003A  |
| 2   | Vrasene     | 14,10           | 4.160     | 295           | 46003B  |
| 3   | Verrebroek  | 15,97           | 2.042     | 128           | 46003C  |
| 4   | Kieldrecht  | 19,96           | 4.007     | 201           | 46003D  |
| 5   | Doel        | 24,59           | 110       | 4             | 46003E  |
| 6   | Kallo       | 30,17           | 2.491     | 83            | 46003F  |
| 7   | Melsele     | 18,40           | 11.008    | 598           | 46003G  |
| 8   | Haasdonk    | 10,35           | 4.362     | 422           | 46003H  |
| 9   | Kruibeke    | 14,68           | 8.035     | 547           | 46013A  |
| 10  | Bazel       | 16,95           | 5.686     | 335           | 46013B  |
| 11  | Rupelmonde  | 1,89            | 3.123     | 1.650         | 46013C  |
| 12  | Zwijndrecht | 15,75           | 11.634    | 739           | 11056A  |
| 13  | Burcht      | 4,49            | 7.520     | 1.675         | 11056B  |

## Demografie
Ținând cont de fostele comune incluse în fuziunea administrativă din 2025, se poate stabili următoarea evoluție a populației:
- Sursa: Direcția Generală de Statistică din Belgia – 1831 până în 1980 = recensământ; din 1990 = numărul de locuitori la 1 ianuarie în fiecare an[2]